# 林英傑
林 英傑（リン・インジェ、1981年5月1日 - ）は、台湾（中華民国）の台東県出身の元プロ野球選手（投手）。左投左打。東北楽天ゴールデンイーグルスでの登録名は「インチェ」。

## 来歴

### プロ入り前
瑞豊小学校、鹿野中学校、高苑工商高校を卒業。ニックネームは「三毛（サンマオ）」。高校時代に坊主刈りだったが3本だけ毛を伸ばしていたため、それ以来の愛称となっている。

### 台湾時代
1999年シーズン中の二次ドラフトで台湾職業棒球大聯盟（TML）の高屏雷公から1位指名を受け入団。2001年までプレーした。
2002年から2年間、兵役のため現役から一時退く。兵役終了後の2004年、元西武の郭泰源が監督を務める中華職棒連盟（CPBL）の誠泰コブラズに入団し、奪三振王と最優秀防御率の二冠に輝く。また、同年8月のアテネオリンピックではチャイニーズタイペイ代表に選ばれ、対カナダ戦と対キューバ戦にて中継ぎ登板を果たす。
誠泰入団2年目の2005年も奪三振王に輝く。後に楽天でもチームメートであった林恩宇とは、誠泰コブラズ時代に共にプレーした僚友。誠泰の左右のエースで、「双林（ダブル・リン）」と呼ばれていた。

### 楽天イーグルス時代
台湾球界5年間通算45勝31敗4セーブ、607奪三振の実績を引っ提げ、2006年に東北楽天ゴールデンイーグルス入団。登録名を「L・インチェ」とする。背番号は91。本人は誠泰時代と同じ背番号19を希望していたが、監督に就任した野村克也が先に19を着けたため、この背番号になった。
開幕前の3月に開催された第1回WBC（ワールド・ベースボール・クラシック）のチャイニーズタイペイ代表に選出された。同大会では初戦の韓国戦に中継ぎ登板している。
シーズンでは3月26日の開幕2戦目の対日本ハム戦（札幌ドーム）で日本での初登板（先発）を果たすも、4失点で5回を持たずにKOされ、敗戦投手になった。1週間後の4月1日、対ソフトバンク戦（フルスタ宮城）で2度目の先発。8回を投げ、3安打無失点の好投を見せる。しかし、リリーフ陣が打ち込まれてチームは逆転負けし、日本での初勝利はお預けとなった。その後は制球の悪さや肘の故障に悩まされ、5試合の登板で0勝2敗、防御率4.33という成績に終わる。
2007年、一軍登板4試合。同年12月に行われた第24回アジア野球選手権大会（プレ五輪）では、チャイニーズタイペイ代表として出場。対フィリピン戦で先発して7回無失点と好投し、最優秀投手賞を受賞した。
2008年、背番号を49に変更。しかし、登板はわずか5試合で、0勝2敗。防御率5.23という成績に終わった。10月5日、球団から戦力外通告を受け、在籍3年間で1勝も挙げられないまま退団した。
当時の監督である野村が後に書いた著書「あ〜あ、楽天イーグルス」によると、トレードマネーとして楽天が誠泰に1億円を払って獲得したが、台湾プロ野球の選手に1億という高額の前例は野村の中では聞いたことがなく、野村はその時点で林の実力を疑問視しており、当時の球団代表である米田純に対して騙されたのではないのかと問いただした事を同著書に書いている。

### 台湾球界復帰後

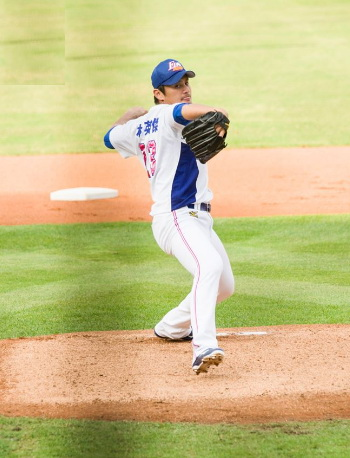

2008年年末の特別ドラフトにて、CPBLの興農ブルズから2巡目で指名される。
2009年は27試合に登板（うち先発20試合）。防御率4.44、6勝6敗1セーブの成績を残した。
2010年は、先発23試合を含む28試合に登板し、防御率2.69、9勝7敗の成績を残した。オフの11月に開催された広州アジア競技大会の野球チャイニーズタイペイ代表に選出された。同大会では準優勝を果たした。
2012年3月10日に行われた東日本大震災復興支援ベースボールマッチでは、台湾代表の先発を務めた。
2014年オフに戦力外通告を受けたが、2015年は中信兄弟と契約した。
2016年オフに再び戦力外通告を受けたが、2017年はLamigoモンキーズと契約し、オフに戦力外通告を受けた。
2018年1月6日に社会人チームの台湾人寿に入団。月給は7.5万元。シーズンオフに引退した。

### 現役引退後
2020年より楽天モンキーズの一軍ブルペンコーチに就任した。

## 詳細情報

### 年度別投手成績
| 年 度      | 球 団      | 登 板 | 先 発 | 完 投 | 完 封 | 無 四 球 | 勝 利 | 敗 戦 | セ 丨 ブ | ホ 丨 ル ド | 勝 率 | 打 者 | 投 球 回 | 被 安 打 | 被 本 塁 打 | 与 四 球 | 敬 遠 | 与 死 球 | 奪 三 振 | 暴 投 | ボ 丨 ク | 失 点 | 自 責 点 | 防 御 率 | W H I P |
| ---------- | ---------- | ----- | ----- | ----- | ----- | -------- | ----- | ----- | -------- | ----------- | ----- | ----- | -------- | -------- | ----------- | -------- | ----- | -------- | -------- | ----- | -------- | ----- | -------- | -------- | ------- |
| 2004       | 誠泰       | 34    | 24    | 5     | 3     | 1        | 14    | 10    | 3        | 0           | .583  | 730   | 187.0    | 124      | 11          | 56       | 2     | 5        | 203      | 10    | 0        | 46    | 36       | 1.73     | 0.95    |
| 2005       | 誠泰       | 31    | 29    | 3     | 1     | 0        | 12    | 10    | 0        | 0           | .545  | 858   | 212.0    | 182      | 4           | 37       | 0     | 6        | 174      | 11    | 0        | 77    | 55       | 2.33     | 1.03    |
| 2006       | 楽天       | 5     | 5     | 0     | 0     | 0        | 0     | 2     | 0        | 0           | .000  | 118   | 27.0     | 22       | 4           | 13       | 0     | 3        | 9        | 1     | 0        | 13    | 13       | 4.33     | 1.30    |
| 2007       | 楽天       | 4     | 0     | 0     | 0     | 0        | 0     | 0     | 0        | 0           | ----  | 29    | 6.0      | 10       | 0           | 1        | 0     | 0        | 4        | 0     | 0        | 4     | 3        | 4.50     | 1.83    |
| 2008       | 楽天       | 5     | 1     | 0     | 0     | 0        | 0     | 2     | 0        | 0           | .000  | 49    | 10.1     | 10       | 2           | 5        | 0     | 2        | 3        | 3     | 0        | 7     | 6        | 5.23     | 1.45    |
| 2009       | 興農 義大  | 27    | 20    | 0     | 0     | 0        | 6     | 6     | 1        | 2           | .500  | 495   | 115.2    | 132      | 11          | 24       | 1     | 8        | 93       | 3     | 0        | 60    | 57       | 4.44     | 1.35    |
| 2010       | 興農 義大  | 28    | 23    | 0     | 0     | 0        | 9     | 7     | 0        | 2           | .563  | 605   | 147.1    | 149      | 3           | 28       | 1     | 2        | 107      | 4     | 0        | 51    | 44       | 2.69     | 1.20    |
| 2011       | 興農 義大  | 31    | 20    | 1     | 0     | 0        | 3     | 14    | 0        | 0           | .176  | 580   | 124.1    | 164      | 5           | 43       | 6     | 7        | 63       | 11    | 0        | 93    | 74       | 5.36     | 1.66    |
| 2012       | 興農 義大  | 23    | 19    | 0     | 0     | 0        | 5     | 5     | 0        | 0           | .500  | 400   | 94.1     | 97       | 6           | 23       | 0     | 4        | 49       | 4     | 0        | 48    | 36       | 3.43     | 1.27    |
| 2013       | 興農 義大  | 26    | 17    | 1     | 1     | 1        | 6     | 5     | 1        | 1           | .545  | 378   | 91.0     | 93       | 3           | 17       | 0     | 3        | 20       | 1     | 0        | 47    | 36       | 3.56     | 1.21    |
| 2014       | 興農 義大  | 3     | 2     | 0     | 0     | 0        | 0     | 1     | 0        | 0           | .000  | 38    | 8.0      | 13       | 1           | 3        | 0     | 0        | 8        | 2     | 0        | 8     | 8        | 9.00     | 2.00    |
| 2015       | 兄弟       | 20    | 8     | 0     | 0     | 0        | 4     | 5     | 0        | 0           | .444  | 253   | 57.1     | 75       | 6           | 11       | 0     | 0        | 33       | 2     | 0        | 33    | 27       | 4.24     | 1.50    |
| 2016       | 兄弟       | 11    | 0     | 0     | 0     | 0        | 0     | 0     | 0        | 2           | ----  | 40    | 7.0      | 15       | 1           | 2        | 0     | 1        | 7        | 0     | 0        | 11    | 8        | 10.29    | 2.43    |
| 2017       | Lamigo     | 11    | 0     | 0     | 0     | 0        | 0     | 0     | 0        | 0           | ----  | 53    | 11.2     | 19       | 3           | 0        | 0     | 0        | 4        | 0     | 0        | 7     | 7        | 5.40     | 1.63    |
| CPBL：11年 | CPBL：11年 | 245   | 162   | 10    | 5     | 2        | 59    | 63    | 5        | 7           | .484  | 4377  | 1055.2   | 1063     | 54          | 235      | 10    | 36       | 792      | 48    | 0        | 481   | 388      | 3.31     | 1.24    |
| NPB：3年   | NPB：3年   | 14    | 6     | 0     | 0     | 0        | 0     | 4     | 0        | 0           | .000  | 196   | 43.1     | 42       | 6           | 19       | 0     | 5        | 16       | 4     | 0        | 24    | 22       | 4.57     | 1.41    |

- 各年度の太字はリーグ最高

### タイトル
TML
- 最多勝：1回 （2001年）
- 最多奪三振：1回 （2001年）

CPBL
- 最多奪三振：2回 （2004年 - 2005年）
- 最優秀防御率：1回 （2004年）

### 表彰
TML
- ベストナイン：1回 （2001年）

CPBL
- ベストナイン：1回 （2004年）
- 台湾シリーズ優秀選手：1回 （2005年）

### 記録
CPBL
- 初登板・初先発登板：2004年3月4日、対興農ブルズ戦、7回を1失点で敗戦投手
- 初勝利：2004年3月17日、対La Newベアーズ戦、6回2/3を2失点

NPB
- 初登板・初先発：2006年3月26日、対北海道日本ハムファイターズ2回戦（札幌ドーム）、4回1/3を4失点で敗戦投手
- 初奪三振：同上、1回裏にホセ・マシーアスから空振り三振

### 背番号
- 19 （1999年 - 2001年、2004年 - 2005年、2017年）
- 91 （2006年 - 2007年）
- 49 （2008年）
- 15 （2009年 - 2011年）
- 23 （2012年 - 2014年）
- 63 （2015年 - 2016年）
- 43 （2020年 - ）

### 代表歴
- 2006 ワールド・ベースボール・クラシック・チャイニーズタイペイ代表
- 2010年アジア競技大会野球チャイニーズタイペイ代表